# Pierre Bürcher
Pierre Bürcher (ur. 20 grudnia 1945 w Fiesch) – szwajcarski duchowny katolicki, biskup Reykjavíku w latach 2007-2015.

## Życiorys
Urodził się w 1945 w Fiesch, uczęszczał do szkoły podstawowej w Nyon, a następnie do Gymnasium Collège St-Louis w Genewie i Lyzeum Stiftsschule w Einsiedeln (1964 - 1966).  W latach 1966–1971 studiował w seminarium duchownym oraz na wydziale teologicznym Uniwersytetu we Fryburgu, który ukończył uzyskując tytuł licencjata. Święcenia kapłańskie przyjął 27 marca 1971 w Genewie. Pełnił kolejno funkcje wikariusza we Fryburgu (1971-1977) i Lozannie (1977-1978). W latach 1972–1975 członek synodu diecezjalnego. Od 1980-1989 proboszcz parafii św. Jana w Vevey i dziekan dekanatu św. Marcina od 1985 do 1989. Od 1989 do 1990 pracował w seminarium duchownym we Fryburgu i w Instytucie IFEC w Paryżu. Od 1990 do 1994 regens seminarium we Fryburgu.
2 lutego 1994 ustanowiony przez papieża Jana Pawła II tytularnym biskupem Maksymiany Byzaceńskiej i biskupem pomocniczym Lozanny, Genewy i Fryburga Święcenia biskupie przyjął 12 marca 1994 z rąk biskupa Genewy, Lozanny i Fryburga Pierre'a Mamie'ego w katedrze św. Mikołaja we Fryburgu, współkonsekratorami byli biskup Sionu, kardynał Henri Schwery oraz biskup Gabriel Bullet.
28 sierpnia 2001 ustanowiony przez Stolicę Apostolską przewodniczącym Catholica Unio Internationalis. 14 czerwca 2004 został członkiem Kongregacji ds. Kościołów wschodnich. 30 października 2007 mianowany biskupem Reykjavíku przez papieża Benedykta XVI. 18 września 2015 papież Franciszek przyjął jego rezygnację z pełnienia tej funkcji.